# Refraktometr

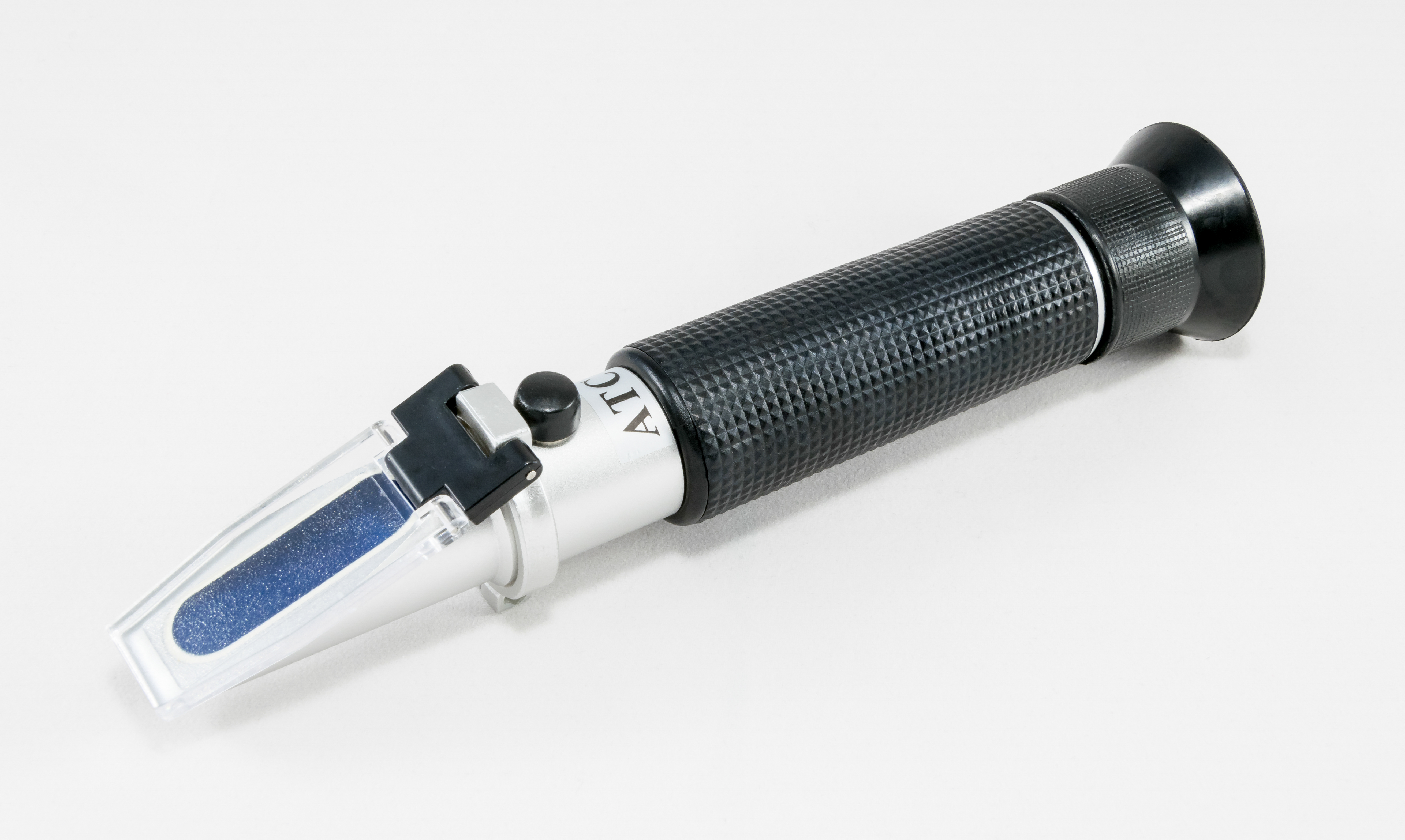
Klasický refraktometr

Refraktometr je přístroj pro měření indexu lomu. Optická metoda analytické chemie, která je založena na tomto principu a refraktory používá, se nazývá refraktometrie.

## Princip
Principem je zjišťování mezního úhlu lomu (βmax), což je maximální možný úhel lomu, když se úhel dopadu limitně přiblíží 90°. Při dopadu světla např. z horního levého kvadrantu do místa průniku kolmice s fázovým rozhraním, dopadá jen do části pravého dolního kvadrantu vymezeného kolmicí a maximálním úhlem lomu. Rozhraní mezi osvětlenou a neosvětlenou částí je sledováno v okuláru refraktometru – po nastavení zorného pole přesně na střed lze na stupnici odečíst index lomu.
Nejčastěji je používán univerzální Abbeho refraktometr, nazývaný též suchý, protože k měření stačí pouze kapka vzorku, která se kápne mezi dva hranoly. Kromě něj existuje ještě ponorný refraktometr. Refraktometry existují jako ruční, laboratorní nebo digitální přístroje.

## Výroba refraktometrů v Česku
Výrobou refraktometrů se zabývala Meopta po roce 1945. Společnost Meopta vyráběla ruční hranolové refraktometry, Abbeho refraktometry a důlní refraktometry. Výroba probíhala do 90. let. V 90. letech byla ukončena výroba refraktometrů z ekonomických důvodů. Na výrobu refraktometrů v ČR navázal až podnikatel Petr Machala, který v roce 2017 vyrobil český[zdroj⁠?!] refraktometr pod typovým označením RHX-MS.